# Château de Newark (Nottinghamshire)
Pour les articles homonymes, voir Château de Newark.
Le château de Newark (Newark Castle en anglais), à Newark dans le comté de Nottinghamshire, est un château fort de style normand surplombant la Trent. Édifié à l'origine sur les ordres de Robert Bloet, il fut reconstruit en pierre et agrandi par l'archevêque Alexandre de Lincoln, qui y établit un monneyage. Les plans adoptés ont sans doute repris ceux du château fort de Sleaford, autre forteresse édifiée par ce prélat.
Le château forme une attraction pittoresque des berges de la Trent ; par sa position et l'épaisseur de ses  murailles, il fut longtemps désigné comme la clef des pays du Nord (Key of the North). Les plus importants vestiges caractéristiques de l'Architecture normande sont la grande porte, une crypte et la grande tour rectangulaire à l'angle sud-ouest. Il semble que les édifices ont été reconstruits au début du XIIIe siècle. C'est dans ce château que le 19 octobre 1216, le roi Jean mourut. Sous le règne d'Édouard III il servit de prison royale.
Cette forteresse était sous le pouvoir de Charles Ier, pendant la Première Révolution anglaise et soutint victorieusement trois sièges. On entreprit son démantèlement en 1646, immédiatement peu après la reddition du roi.

## Notes et références

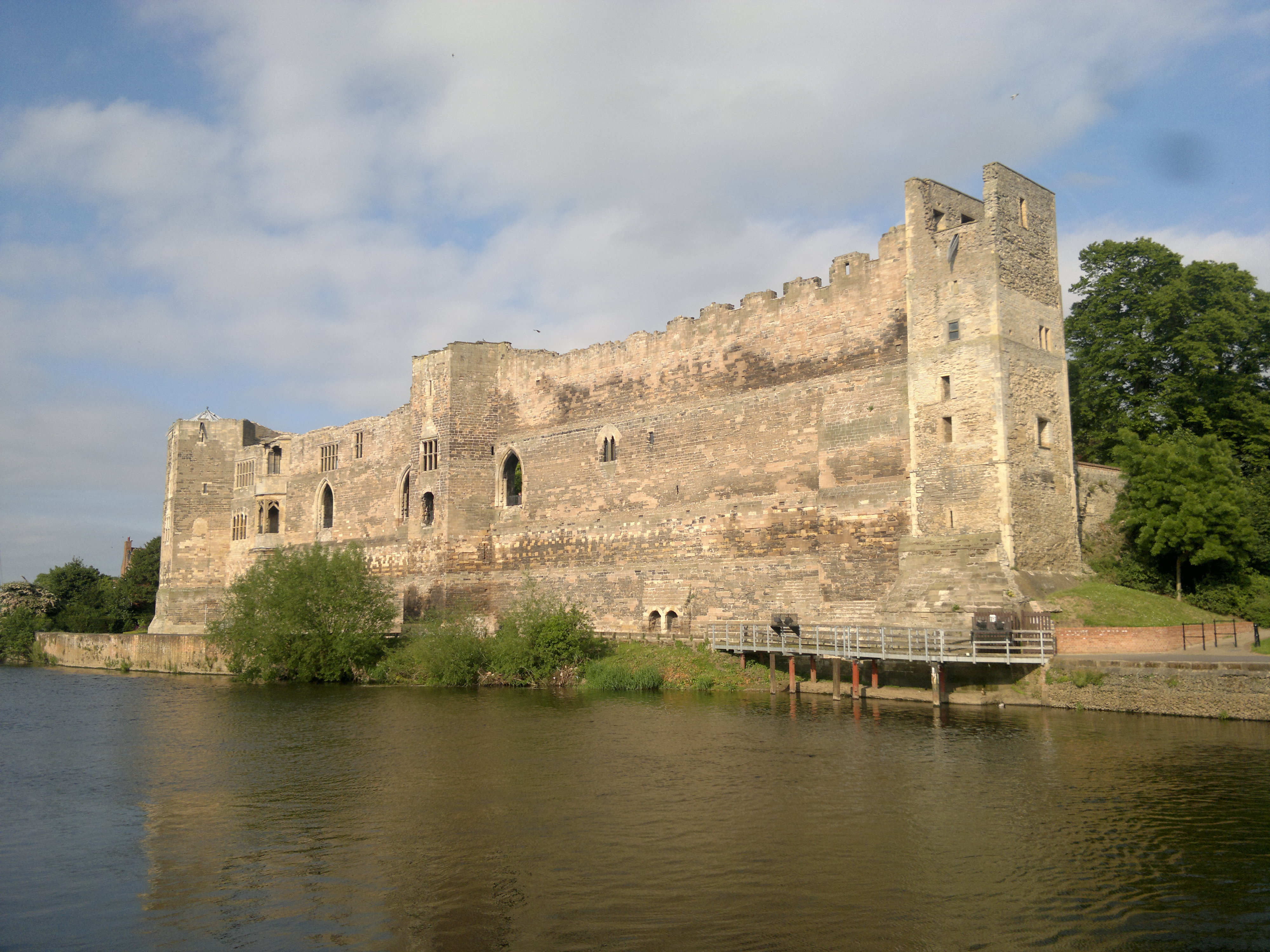
Ruines du château fort de Newark vues depuis les berges de la Trent.
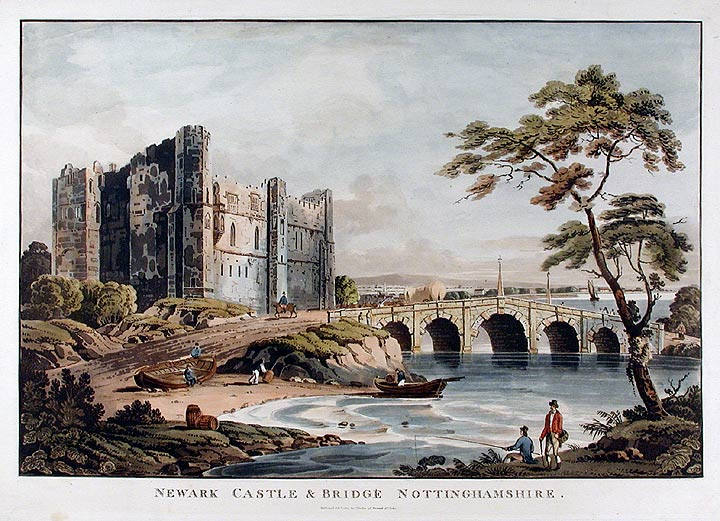
Château de Newark et le pont de pierre (aquarelle, vers 1812).

## Source
- (en) « Château de Newark (Nottinghamshire) », dans Encyclopædia Britannica [détail de l’édition], 1911 (lire sur Wikisource).